# 778
| 778                |
| ------------------ |
| Dødsfald - Fødsler |
|                    |

| Gregoriansk kalender | 778 DCCLXXVIII          |
| Ab urbe condita      | 1531                    |
| Armensk kalender     | 227 ԹՎ ՄԻԷ              |
| Kinesiske kalender   | 3474 – 3475 丁巳 – 戊午 |
| Etiopisk kalender    | 770 – 771               |
| Jødisk kalender      | 4538 – 4539             |
| Hindukalendere       |                         |
| - Vikram Samvat      | 833 – 834               |
| - Shaka Samvat       | 700 – 701               |
| - Kali Yuga          | 3879 – 3880             |
| Iransk kalender      | 156 – 157               |
| Islamisk kalender    | 161 – 162               |

Se også 778 (tal)

## Begivenheder
- Karl den Store invaderer det arabisk besatte Spanien. Under tilbagetrækningen kommer bagtroppen, anført af Roland, i kamp med baskerne. I Rolandskvadet fortælles om de tapre riddere. Her nævnes én af dem som Holger Danske.